# Feelslikeimfallinginlove
«Feelslikeimfallinginlove» (Feels Like I'm Falling In Love, estilitzat tot junt en minúscula) és una cançó de la banda britànica Coldplay. Es va publicar com a senzill de debut de l'àlbum Moon Music el 21 de juny de 2024 mitjançant les discogràfiques Parlophone i Atlantic Records.
La cançó va ser composta per tota la banda amb la col·laboració de Max Martin, Jon Hopkins i Apple Martin, i va comptar amb la producció de la mateixa banda més Max Martin, Oscar Holter, Bill Rahko, Daniel Green i Michael Ilbert. Conté un sample de la cançó «Funeral Singers» de Tim Rutili.
El videoclip de la cançó es va filmar a l'Odèon d'Herodes Àtic d'Atenes (Grècia) i va esdevenir un dels videoclips més cars de tots els temps superant els tres milions d'euros de pressupost. Va ser dirigit per Ben Mor i es va publicar l'1 de juliol de 2024. Per la remescla realitzada per Zerb també van editar un videoclip filmat als carrers d'Hèlsinki, i llançat el 2 d'agost del mateix any.

## Llista de cançons
| 1. | «Feelslikeimfallinginlove» | 3:57 |

| 1. | «Feelslikeimfallinginlove» (Zerb x Coldplay) | 3:56 |

## Crèdits
Coldplay
- Chris Martin – cantant, teclats, guitarra
- Jonny Buckland – guitarra
- Guy Berryman – baix
- Will Champion – bateria, percussió, veus addicionals